# Правила Кана — Ингольда — Прелога
Правила Кана — Ингольда — Прелога (иногда, правило последовательности, правила старшинства) — набор правил, регулирующих в номенклатуре ИЮПАК старшинство заместителей у хиральных атомов и двойных связей. В дальнейшем определённое старшинство заместителей используется для присвоения стереоизомерам обозначений абсолютной конфигурации: R/S- или E/Z-. Использование набора таких обозначений перед систематическим названием соединения позволяет уникальным образом описать конфигурацию его молекулы.
Правила старшинства были опубликованы Р. С. Каном, К. К. Ингольдом и В. Прелогом в 1966 году.
Правила Кана — Ингольда — Прелога отличаются от других химических номенклатур, поскольку ориентированы на решение специфической задачи — описание абсолютной конфигурации стереоизомеров.

## Определение старшинства
В современной стереохимической номенклатуре ИЮПАК конфигурации двойных связей, стереоцентров, а также других элементов хиральности присваивают, исходя из взаимного расположения заместителей (лигандов) при данных элементах. Правила Кана — Ингольда — Прелога устанавливают старшинство заместителей, согласно следующим взаимоподчинённым положениям.
1. Атом с большим атомным номером старше атома с меньшим атомным номером. Сравнение заместителей проводят по атому, который непосредственно связан со стереоцентром или двойной связью. Чем выше атомный номер этого атома, тем заместитель старше. Если первый атом у заместителей одинаков, сравнение проводят по атомам, удалённым от стереоцентра (двойной связи) на расстояние двух связей (т. н. атомам второго слоя). Для этого эти атомы для каждого заместителя выписывают в виде списка в порядке уменьшения атомного номера и сравнивают эти списки построчно. Старшим считается тот заместитель, в пользу которого будет первое различие. Если старшинство заместителей не удаётся определить по атомам второго слоя, сравнение проводят по атомам третьего слоя и т. д. до первого различия.
2. Атом с большей атомной массой старше атома с меньшей атомной массой. Данное правило обычно применяется к изотопам, так как их невозможно различить по атомному номеру.
3. Секцис-заместители старше сектранс-заместителей. Данное правило применяется к заместителям, содержащим двойные связи либо плоские четырёхкоординированные фрагменты.
4. Диастереомерные заместители с подобными (англ. like) обозначениями старше диастереомерных заместителей с неподобными (англ. unlike) обозначениями. К первым относятся заместители с обозначениями RR, SS, MM, PP, секциссекцис, сектранссектранс, Rсекцис, Sсектранс, Mсекцис и RM, SP. Ко вторым относятся заместители с обозначениями RS, MP, RP, SM, секциссектранс, Rсектранс, Sсекцис, Pсекцис и Mсектранс.
5. Заместитель с обозначением R или М старше заместителя с обозначением S или P.

Правила применяются последовательно друг за другом, если при помощи предыдущего невозможно определить старшинство заместителей. Точные формулировки правил 4 и 5 в настоящее время обсуждаются.

## Примеры использования

### ВR/S-номенклатуре

Два примера стереоцентров. Младший заместитель находится за плоскостью изображения и изображён волнистой чертой

Присвоение стереоцентру конфигурации R или S проводится на основании взаимного расположения заместителей (лигандов) вокруг стереоцентра. При этом в начале определяют их старшинство по правилам Кана — Ингольда — Прелога, затем трёхмерное изображение молекулы располагают так, чтобы младший заместитель располагался за плоскостью изображения, после чего определяют направление уменьшения старшинства оставшихся заместителей. Если старшинство уменьшается по часовой стрелке, то конфигурацию стереоцентра обозначают R (лат. rectus — правый). В противоположном случае конфигурацию обозначают S (лат. sinister — левый)

### ВE/Z-номенклатуре
π-Диастереомеры (геометрические изомеры) могут иметь различную конфигурацию в зависимости от расположения заместителей при двойной связи. При этом двойная связь получает обозначение E (нем. entgegen — напротив), если два старших заместителя при каждом углеродном атоме двойной связи находятся по разные стороны от этой двойной связи. Если старшие заместители находятся по одну сторону от плоскости двойной связи, то такая двойная связь имеет конфигурацию Z (нем. zusammen — вместе). При этом старшинство заместителей также определяется, согласно правилам Кана — Ингольда — Прелога.

### В номенклатуре топных сторон
Правила Кана — Ингольда — Прелога используются также для обозначения сторон плоских тригональных молекул, например, кетонов. Например, стороны ацетона идентичны, поскольку атака нуклеофила с обеих сторон плоской молекулы приводит к единственному продукту. Если нуклеофил атакует бутанон-2, то стороны бутанона-2 неидентичны (энантиотопны), поскольку при атаке на разные стороны образуются энантиомерные продукты. Если кетон является хиральным, то присоединение к противоположным сторонам приведёт к образованию диастереомерных продуктов, поэтому такие стороны называются диастереотопными. 
Для обозначения топных сторон пользуются обозначениями re и si, которые соответственно отражают направление уменьшения старшинства заместителей при тригональном атоме углерода карбонильной группы. Например, на иллюстрации молекула ацетофенона видна с re-стороны.